# 댄디남
댄디남(1993년 6월 12일 ~ )은 대한민국의 가수이다. 2014년 디지털 싱글 앨범 [잔상]으로 데뷔했다.

## 방송
- 락쿵 (2022) - Top6[2]

## 공연
- 댄디남의 임팩트있는 실내버스킹 (2020)